# Veles (gud)

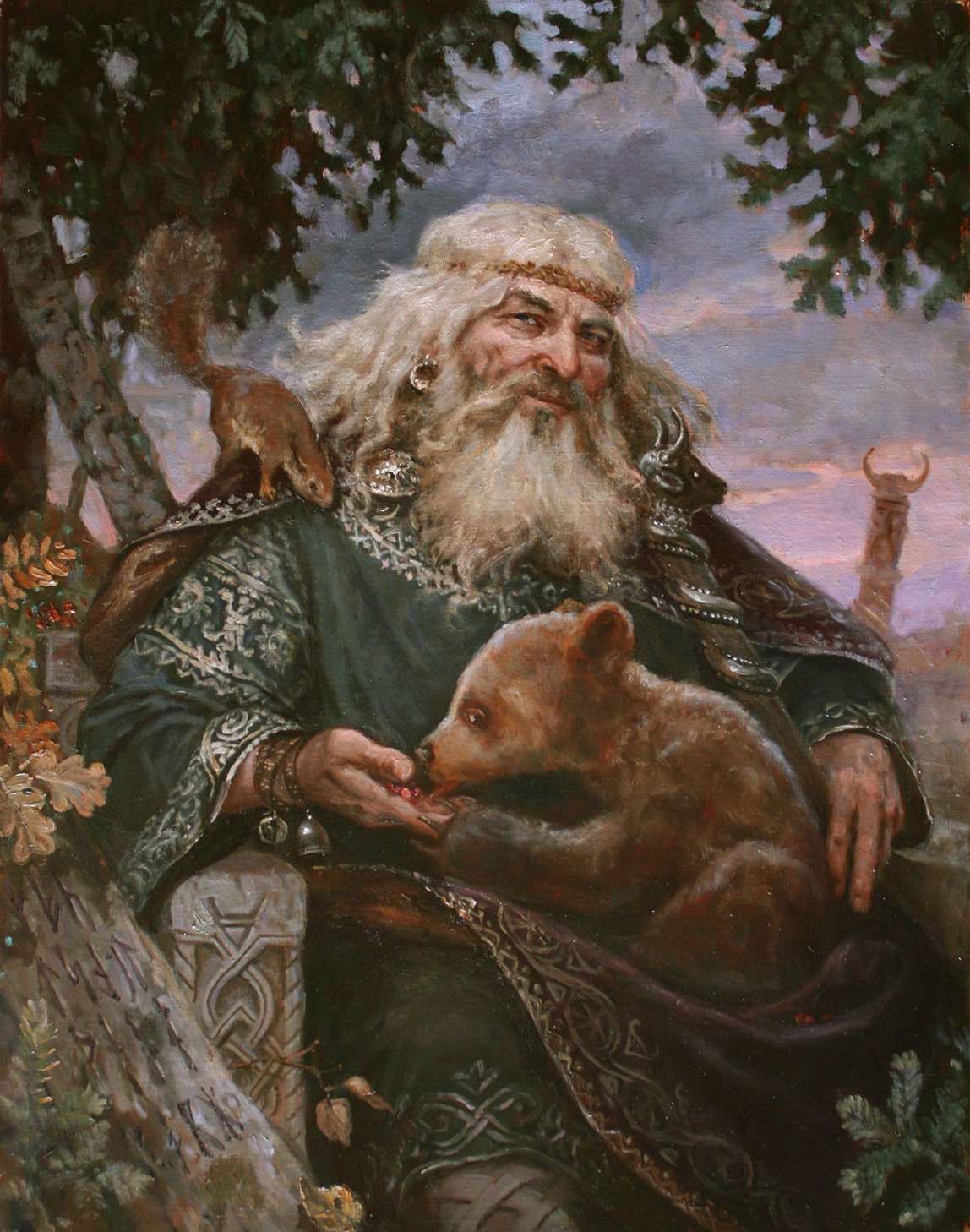
Veles by Andrey Shishkin

Veles eller Volos var en kreatursgud i slavisk mytologi.  Han sammanföll bitvis med krigsguden Perun. 
Han kom senare att associeras med den kristne sedermera helgonförklarade biskopen Sankt Blasius (Vlas på slaviska språk). 
Veles beskrevs som välvillig mot människor.